# 布尔朗 (洛特-加龙省)
布尔朗（法語：Bourlens）是法国洛特-加龙省的一个市镇，属于洛特河畔新城区（Villeneuve-sur-Lot）图尔农达热奈县（Tournon-d'Agenais）。该市镇总面积15.44平方公里，2009年时的人口为360人。

## 人口
布尔朗人口变化图示